# Cai Lun
Cai Lun (ur. około 50 w miejscowości Guiyang (obecnie Leiyang), zm. 121) – chiński urzędnik i wynalazca metody masowej produkcji papieru nadającego się do celów piśmienniczych.

## Życiorys
Cai Lun był urzędnikiem na dworze cesarza He za panowania Wschodniej Dynastii Han.
Po awansie na stanowisko ministra w 89 r. rozpoczął badania nad technologią produkcji papieru. W 105 r. przedstawił cesarzowi swój wynalazek, wyprodukowany z kory drzewnej, resztek konopi, szmat, bambusa oraz starych sieci rybackich. Władca wynagrodził go złotem i tytułem arystokratycznym.
Obsypany zaszczytami i bogactwem Cai Lun zaczął prowadzić wystawne życie i zaplątał się w intrygi dworskie, w wyniku których jego imię zostało zniesławione. W 121 r., po wstąpieniu na tron nowego cesarza, otrzymał rozkaz stawienia się w więzieniu w celu odbycia kary. Aby uniknąć hańby, Cai Lun odebrał sobie życie, wypijając truciznę.

## Produkcja papieru do pisania
Przed wynalezieniem papieru pisano w Chinach na deszczułkach bambusowych (były bardzo nieporęczne i ciężkie) lub na jedwabiu (był bardzo drogi).
Cesarz ogłosił technologię produkcji papieru tajemnicą państwową, za zdradzenie której groziły surowe kary. Zarządzenie to było ściśle przestrzegane aż do r. 751, kiedy Arabowie po zwycięskiej bitwie nad rzeką Tałas pojmali do niewoli m.in. chińskich rzemieślników. Od tego momentu papier stał się znany na całym świecie i wyparł pergamin.
Papier był znany na długo przed wynalazkiem Cai Luna. W grobowcach chińskich władców sprzed naszej ery znaleziono szczątki papieru pochodzenia roślinnego. Był on jednak złej jakości. Wyrabiano go z wyczesków konopi, miał grubą fakturę, a jego nierówna powierzchnia wykluczała go jako materiał piśmienniczy. Używano go do pakowania. Wynalazek Cai Luna wyróżniał się gładką powierzchnią, okazał się bardzo wydajny i tani w produkcji.